# Gerrhosaurus
Gerrhosaurus är ett släkte av ödlor. Gerrhosaurus ingår i familjen sköldödlor.
Släktets arter har tjocka fjäll på kroppens ovansida och hudveck på sidorna. Dessa ödlor förekommer i Afrika.
Arter enligt Catalogue of Life:
- Gerrhosaurus flavigularis
- Gerrhosaurus major
- Gerrhosaurus multilineatus
- Gerrhosaurus nigrolineatus
- Gerrhosaurus skoogi
- Gerrhosaurus typicus
- Gerrhosaurus validus

The Reptile Database listar Gerrhosaurus validus istället i släktet Matobosaurus och räknar Gerrhosaurus auritus i detta släkte.